# Roland Mentzer
Roland Mentzer, född 21 juni 1909, död 1973, var en svensk friidrottare (sprinter).
Han tävlade först för Redbergslids IK och bytte år 1931 till Örgryte IS. Han utsågs 1933 till Stor Grabb nummer 77.
Mentzer tog SM-guld på 100 meter och 200 meter både år 1932 och 1933. Dessutom tog han SM-brons i längdhopp 1933. Han deltog i sin klubbs stafettlag och tog härvid 1932 guld på både 4x100 meter och 4x400 meter. År 1933 var han med och tog silver på 4x400 meter.

## Personliga rekord
- 100 m: 10,7 s (Göteborg 24 september 1933)[1]
- 200 m: 22,0 s (Stockholms Stadion 11 augusti 1932)[10]
- Längdhopp: 7,02 m (Uddevalla 18 september 1932)[11]
- Längdhopp: 7,21 m[2][3]

### Fotnoter
1. 1 2  Holmberg 2009, s. 35.
2. 1 2 3  Stora grabbars märke Arkiverad 12 oktober 2013 hämtat från the Wayback Machine.
3. 1 2  Nordisk familjeboks sportlexikon, band 5 (1943), spalt 379-380
4. ↑  ”friidrott.se:s Stora Grabbar-sida”. Arkiverad från originalet den 31 mars 2016. https://web.archive.org/web/20160331202525/http://www.friidrott.se/historik/storagrabbar.aspx. Läst 13 juli 2015.
5. ↑  Wiger 2006, s. 36.
6. ↑  Wiger 2006, s. 40.
7. ↑  Wiger 2006, s. 110.
8. ↑  Wiger 2006, s. 150.
9. 1 2  Wiger 2006, s. 156.
10. ↑  Holmberg 2009, s. 69.
11. ↑  Holmberg 2009, s. 234.